# Francisco Javier González (gobernador)
Francisco Javier González (Santiago del Estero, 1905 - íd., 1957) fue un sindicalista y político argentino, que ejerció como gobernador de la provincia de Santiago del Estero entre 1952 y 1955.

## Biografía
Estudió en una escuela secundaria de comercio, de la que egresó como tenedor de libros. Trabajó durante años en la sucursal santiaguña del Banco Español del Río de la Plata y fue delegado gremial y luego secretario del sindicato de bancarios en su provincia. Fue presidente del Club Atlético de Santiago del Estero y de la Asociación Santiagueña de Basket-ball. Con el advenimiento del peronismo logró varias metas entre los trabajadores de su provincia y fue elegido Delegado Regional de la Confederación General del Trabajo en Santiago del Estero. Desde ese puesto fundó el Teatro Obrero de la capital provincial y el Coro Bancario.
Representando al gremialismo de su provincia realizó varios viajes a Buenos Aires, donde conoció a Eva Perón. Por influencia de Evita fue nombrado candidato del peronismo a la gobernación para suceder a Carlos Juárez. Obtuvo 153 538 votos, contra sólo 24 205 de la Unión Cívica Radical.
El gabinete ministerial de González, asumido en junio de 1952, incluía varios sindicalistas; también se incorporaron varios gremialistas en la Legislatura, entre ellos Adelaido Miño, que presidió la Cámara de Diputados. Era una profunda renovación, en una provincia donde el gremialismo era casi inexistente, y donde el peronismo se había formado por la alianza de sectores paternalistas y populistas del radicalismo y del conservadurismo. Por su parte, Juárez asumió una banca en el Senado.
Al asumir el gobierno, González se encontró con graves problemas de corrupción heredados de su antecesor; de modo que ordenó varias investigar la actuación de Juárez, a quien Perón también culpó de la situación. Se inició un proceso judicial en contra de Juárez, por malversación de caudales públicos e irregularidades cometidas en la construcción de obras públicas; el caso más emblemático era el Palacio de Tribunales, una obra que permanecía inconclusa a pesar de que había sido pagada en su totalidad, y donde se habían construido cuatro pisos con un presupuesto para cinco. Por un tiempo, Juárez se encerró en el mutismo, mientras establecía alianzas en la capital del país.
González ordenó un festejo masivo y popular por los 400 años de la fundación de Santiago del Estero, a la que invitó al presidente Juan Domingo Perón y a parte de su gabinete. Juárez, en cambio, no fue invitado.
Durante su gestión, González provincializó el Banco de la Provincia de Santiago del Estero, que hasta ese momento era de gestión mixta. Construyó una moderna Terminal de Ómnibus y organizó los Tribunales del Trabajo. También inauguró el Hospital de La Banda, un Mercado de Abasto, un nuevo edificio para la Escuela Normal y remodeló el Palacio de Gobierno. Para conmemorar el Cuarto Centenario ordenó construir un Portal de Entrada a la ciudad capital.
El fallecimiento de Eva Perón —ocurrido algún tiempo después de las elecciones— afectó la relación del presidente Perón con varios de sus colaboradores, que debían sus puestos más a las simpatías de Evita que a las del presidente. Varios ministros debieron dejar sus cargos, y gobernadores de ese mismo origen vieron cómo se fortalecía la oposición a ellos en la Capital. Los legisladores más afines a Juárez comenzaron a trabar las iniciativas del gobernador, y el senador logró un diálogo fluido con el gabinete presidencial. Por otro lado, cuando las relaciones con la Iglesia Católica se complicaron súbitamente a fines de 1954, los ministros anticlericales —en especial el ministro del Interior, Ángel Borlenghi— observaron que el gobernador santiagueño no se apresuraba a "reprimir las interferencias clericales"; Juárez, expresidente de la Juventud de la Acción Católica Argentina, se puso del lado de Borlenghi.
En febrero de 1955, Juárez viajó a Buenos Aires, para una reunión del presidente con varios gobernadores; allí pudo darse cuenta de que se había quedado sin respaldo. En camino de regreso a Santiago del Estero removió gran parte de su gabinete para mostrar autoridad y energía, pero el 28 de febrero, Borlenghi anunció la firma del decreto N° 2843/55, por el que se intervenían las provincias de Santa Fe, Tucumán y Santiago del Estero. En la conferencia de prensa en que hizo el anuncio, el ministro adujo que los gobiernos intervenidos

...no trabajan lo suficiente para cumplir con el programa de gobierno [...] También deseo aclarar que no hay ninguna acusación que afecte a la honestidad de los gobiernos [...] en manera alguna se han probado deshonestidades.

El interventor designado por Perón —el senador salteño José Armando Caro— asumió el día 4 de marzo.
En el mes de septiembre estalló el golpe de Estado autodenominado Revolución Libertadora que derrocó al presidente Perón. El día 8 de octubre, seguro de que no podría ser acusado de ningún delito, se presentó espontáneamente a la policía; fue arrestado y sus bienes confiscados, mientras se lo acusaba de malversación de fondos; pasó un año preso en el cuartel de la Policía Montada y luego trasladado a la cárcel de Santiago del Estero, sin que se le pudiera demostrar delito alguno. Sus familiares se vieron obligados a vender su única casa para sobrevivir.
Falleció en la cárcel el 13 de noviembre de 1957, sin haber recuperado su libertad.